# 宮部金吾記念館
宮部金吾記念館（みやべきんごきねんかん）は北海道札幌市中央区にある北海道大学植物園の初代園長・宮部金吾の遺品を展示している博物館である。北海道大学植物園設立に関わる資料の他、宮部金吾が学生時代に使用していたノートや植物採集記録、愛用していた顕微鏡等を展示している。1992年（平成4年）9月に記念館として一般公開が開始され、2000年（平成12年）4月には建物が国の登録有形文化財に登録された。

## 概要
北海道大学附属植物園庁舎（旧札幌農学校動植物学教室）は現在、宮部金吾記念館と呼ばれている。建設に当たっては当時、新進気鋭と呼ばれた中條精一郎（札幌市設計文部省建築課）が設計し、1901年に竣工した。改修工事に当たっては、1935年に動植物学教室の西半分が取り壊され、1942年に東半分が現在の植物園内に移された。この記念館には、札幌農学校の教員として植物学の発展に身を捧げ、初代北海道大学植物園長として活躍した宮部金吾の遺品のほか、ゆかりの品を主に展示されている。

## 沿革
- 1901年（明治34年） 農学部本館の南に札幌農学校動植物学教室として建設される[2]。
- 1935年（昭和10年） 農学部本館の改築工事にあたり、西半分が取り壊される[1]。
- 1942年（昭和17年） 東半分を植物園内に移築したとされるが、実際には解体部材を使って同じような形に新築したというのが正しい[1]。植物園庁舎として使用された。
- 1991年（平成3年） 主棟にあたる北半分を取壊し、東翼部のみとなる。
- 1992年（平成4年）9月 宮部金吾記念館として一般公開開始。
- 2000年（平成12年） 建物が登録有形文化財に登録される[3]。

## 展示物
- 初代園長・宮部金吾授業ノートや植物採取記録、顕微鏡などの遺品が展示されている[3]。
- 没後50年にあたる2001年には、金吾がハーバード大学留学中に婚約者・坂従保子に送った英文の手紙18通や、金吾とその系譜の研究者が収集した北海道、千島、樺太の膨大な植物標本の一部が公開された[4]。
- また有島武郎がスイス滞在中に出会った女性、ティルダ・ヘックらと撮影した写真3葉も保存されている。有島は宮部の教え子の一人。ディルダが来札した時に、記念として宮部博士に送ったものとみられる[5]。
- 現在のクラーク像の原型となった小さなクラーク像も展示されている[1]。